# Polémica
Una polémica es una discusión retórica que está destinada a apoyar una posición específica por las reivindicaciones directas y socavando las de la posición opuesta. Las polémicas se ven principalmente en discusiones sobre temas controvertidos. Una persona que a menudo escribe polémicas, o que habla polémicamente, se llama polemista. La palabra se deriva del griego antiguo πολεμικός (polemikos): "belicoso, hostil", a su vez de πόλεμος (polemos): "guerra".
Las polémicas a menudo se refieren a cuestiones religiosas o políticas. Un estilo polémico de escritura era común en la Antigua Grecia, como en los escritos del historiador Polibio. La polémica volvió a ser común en la Edad Media y en los inicios de la Edad Moderna. Desde entonces, famosos polemistas han incluido al satírico Jonathan Swift, el escritor, historiador y filósofo de la Ilustración francesa Voltaire, el anarquista cristiano León Tolstói, los filósofos socialistas Karl Marx y Friedrich Engels, el novelista George Orwell, el dramaturgo George Bernard Shaw, el psicolingüista Noam Chomsky, el crítico social Christopher Hitchens, el filósofo existencial Søren Kierkegaard y Friedrich Nietzsche, autor de La genealogía de la moral. El periodismo polémico era común en la Europa continental en un momento en que las leyes de difamación no eran tan estrictas como lo son ahora. Para apoyar el estudio de las controversias de los siglos XVII-XIX, un proyecto de investigación británico ha colocado en línea miles de folletos polémicos de esa época.
Las discusiones en torno al ateísmo, el humanismo y el cristianismo han seguido siendo susceptibles de polémica en el siglo XXI; por ejemplo, en 2007 Brian McClinton argumentó en Humani que los libros antirreligiosos, como El espejismo de Dios de Richard Dawkins son parte de la tradición polémica. El filósofo humanista Anthony C. Grayling publicó un libro titulado Against All Gods: Six Polemics on Religion and an Essay on Kindness en 2008.

## Historia
En la Antigua Grecia, la escritura se caracterizaba por lo que Geoffrey Lloyd y Nathan Sivin llamaron "adversidad estridente" y "agresividad racionalista", resumida por McClinton como polémica. Por ejemplo, el antiguo historiador Polibio practicó una "polémica moralista bastante amarga" contra unos veinte filósofos, oradores e historiadores.
Los escritos polémicos eran comunes en la Edad Media y en los inicios de la Edad Moderna. Durante la Edad Media, la polémica tenía una dimensión religiosa, como en los textos judíos escritos para proteger y disuadir a las comunidades judías de convertirse a otras religiones. Los escritos cristianos medievales también eran a menudo polémicos; por ejemplo, en sus desacuerdos sobre el Islam. Las 95 tesis de Martín Lutero, clavadas en la puerta de la iglesia en Wittenburg, fueron una polémica lanzada contra la Iglesia católica. La defensa de Robert Carliell de 1619 de la nueva Iglesia de Inglaterra y diatriba contra la Iglesia católica -la gloria de Britaine, o Un sueño alegórico con su exposición: conteniendo Los infieles de los paganos en la religión...- tomó la forma de un poema de 250 versos.
Los principales polemistas políticos del siglo XVIII incluyen a Jonathan Swift, con panfletos como su Una modesta proposición, y Edmund Burke, con su ataque a John Russell, duque de Bedford.
En el siglo XIX, el Manifiesto Comunista de 1848 de Karl Marx y Friedrich Engels fue extremadamente polémico. La famosa obra de Friedrich Engels, Anti-Dühring, también fue una polémica contra Karl Eugen Dühring.
En el siglo 20, Rebelión en la granja de George Orwell era una polémica contra el totalitarismo, en particular, del estalinismo en la Unión Soviética. Según McClinton, otros polemistas prominentes del mismo siglo incluyen figuras tan diversas como Herbert Marcuse, Noam Chomsky, John Pilger y Michael Moore.
Un ejemplo del siglo XXI es The Darkening Age, un libro de 2018 de Catherine Nixey. El profesor Tim Whitmarsh de la Universidad de Cambridge describió el trabajo de Catherine Nixey como "una polémica vigorizante y finamente elaborada". También advierte que el trabajo corre el riesgo de ser unilateral. Dijo que representaba una reversión a la visión de Edward Gibbon de los cristianos como instigadores de la caída de Roma. "Al tratar de exponer el error y la corrupción del mundo cristiano primitivo, Nixey se acerca a ocultar las propias cualidades bárbaras de los romanos precristianos", dijo. Richard Tada, Ph.D. en historia antigua griega y bizantina de la Universidad de Washington, afirma que Nixey se aventuró "en áreas en las que está claramente fuera de su alcance" y, como resultado, su libro es "un trabajo de mala calidad que no llega a la nota ni siquiera como polémica", y que uno de los intentos de Nixey de culpar a los cristianos por supuestamente, la destrucción del mundo clásico es "simplemente deshonesta", donde ella tergiversa tanto las fuentes primarias como las secundarias.